# Inge de Bruijn
Inge de Bruijn (* 24. August 1973 in Barendrecht) ist eine ehemalige niederländische Schwimmerin und vierfache Olympiasiegerin.

## Werdegang
De Bruijn hatte mehrere Sportarten ausprobiert, bevor sie sich auf eine Karriere als Leistungsschwimmerin konzentrierte. Ihr internationales Debüt gab sie bei den Schwimmeuropameisterschaften 1991 in Athen, als sie mit der niederländischen 4 × 100-m-Freistilstaffel die Goldmedaille gewann. Bei den im gleichen Jahr in Perth ausgetragenen Schwimmweltmeisterschaften gewann sie mit der niederländischen Staffel Bronze.
Im Jahr darauf trat de Bruijn in Barcelona erstmals bei den Olympischen Spielen an. Über 100 m Freistil und mit der 4 × 100-m-Freistilstaffel errang sie jeweils den 8. Platz. In den folgenden Jahren litt sie stark unter Motivationsschwächen. Sie verzichtete auf eine Teilnahme an den Olympischen Spielen 1996.
Diese Entscheidung bereute sie jedoch so stark, dass sie sich entschloss, in die USA überzusiedeln, um dort zu trainieren. Dieser Entschluss wurde 1999 mit dem Titel über 50 m Freistil bei den Schwimmeuropameisterschaften in Istanbul belohnt.
Nachdem de Bruijn 2000 im Vorfeld der Olympischen Spiele mehrere Weltrekorde geschwommen hatte, trat sie in Sydney als Topfavoritin an. Dieser Rolle wurde sie gerecht und wurde über 50 und 100 m Freistil, wo sie jeweils Therese Alshammar aus Schweden niederkämpfte und auf Rang 2 verwies, sowie über 100 m Schmetterling Olympiasiegerin. Zusätzlich gewann sie mit der niederländischen 4 × 100-m-Freistilstaffel die Silbermedaille.
Ihre Leistung konnte sie 2001 bei den Schwimmweltmeisterschaften in Fukuoka bestätigen. Dort gewann sie den Titel über 50 m Freistil, 100 m Freistil und über 50 m Schmetterling. Zwei Jahre später in Barcelona sicherte sich de Bruijn über 50 m Schmetterling ihren vierten Weltmeistertitel. In ihrem Heimatland wurde de Bruijn 2001 zur Sportlerin des Jahres gewählt. An den Olympischen Spielen 2004 in Athen vermochte sie sich über 50 m Freistil erneut durchzusetzen, wurde aber über 100 m Freistil von der Australierin Jodie Henry bezwungen und musste sich mit Rang 2 geschlagen geben. Außerdem gewann de Bruijn zwei Bronzemedaillen: über 100 m Schmetterling und mit der niederländischen 4 × 100-m-Freistilstaffel.
Im Jahr 2007 erklärte Inge de Brujin ihren Rücktritt vom Schwimmsport.
2017 trat De Brujin in der niederländischen Version der Reality-TV-Show Adam sucht Eva auf.

## Auszeichnungen
- Weltschwimmerin des Jahres 2000, 2001
- Europäische Schwimmerin des Jahres 1999, 2000, 2001
- Europas Sportlerin des Jahres (PAP) 2000
- Europas Sportlerin des Jahres (UEPS) 2000
- Weltsportlerin des Jahres (La Gazzetta dello Sport) 2001
- Niederländische Sportlerin des Jahres 2001
- International Swimming Hall of Fame 2009[3]